# Tomme des Pyrénées
Tomme des Pyrénées es un queso francés con indicación geográfica protegida a nivel europeo por el Reglamento de la Comisión n.º 1107/96. Como su nombre indica, es un queso de montaña tipo tomme, pero no proviene de los Alpes saboyanos, sino, como su nombre indica, de seis departamentos de los Pirineos franceses: Pirineos Atlánticos, Altos Pirineos, Alto Garona, Ariège, Aude y Pirineos Orientales.
Se realiza con leche de vaca pasteurizada. Es un queso de pasta no cocida, prensada o no. Madura a lo largo de un mínimo de 40 días. Cada pieza tiene un peso entre 2,5 y 4,5 kilos. Su corteza es natural, negra o dorada. Tiene una pasta blanda, con numerosos ojos de pequeño tamaño. Su color va de marfil a amarillo claro. El sabor es acidulado en la tomme de corteza negra y fuerte en la que la tiene dorada.